# Rhaphiomidas auratus
Rhaphiomidas auratus is een vliegensoort uit de familie Mydidae. De wetenschappelijke naam van de soort is voor het eerst geldig gepubliceerd in 1985 door Cazier.
De soort komt voor in de Verenigde Staten.